# グスタフ・アドルフの日
グスタフ・アドルフの日（スウェーデン語: Gustav Adolfsdagen）はスウェーデンのほか数カ国で、ユリウス暦1632年11月6日、三十年戦争のリュッツェンの戦いで戦死した、グスタフ・アドルフを追悼する日である。この記念日の名は王に由来し、 スウェーデンとフィンランドの旗の日とされている。かつてはたいまつ行進と愛国的なスピーチで祝われたが 、こんにちではグスタル・アドルフの顔を象ったマジパンやチョコレートのレリーフを乗せたグスタフ・アドルフ・ペイストリー（典: Gustav Adolfsbakelse）を食べるのが名残りになっている 。
グスタフ・アドルフはグレゴリウス暦の11月16日に亡くなったものの、プロテスタント国であるスウェーデンでは、当時ユリウス暦が使われていたためグスタフ・アドルフの命日は11月6日とされ、現在もこの日付が使われている。
グスタフ・アドルフの日は19世紀初め頃から祝われるようになり、とりわけ彼の命日の200周年を迎えた1832年以降大衆化した。スウェーデンでは、グスタフ・アドルフによって建設されたヨーテボリだけでなく 、古くから伝統的な教育機関のある都市、特にウプサラで祝われた。ウプサラはグスタフ・アドルフが多額の資金を寄付してウプサラ大学を設立したところであり、伝統的な軍事拠点でもあった。 しかしスウェーデン南部のほとんどを占めるスコーネ地方は、グスタフ・アドルフの治世当時デンマーク領であり、デンマーク側としてグスタフ・アドルフと戦ったため一般的ではない。
ストックホルムのÄlvsjö区にある旧Göta landsvägの一部に Sjättenovembervägen  (11月6日の道)という道路があるが、これはこの日にちなんで名付けられた。
フィンランドでは、1908年以降スウェーデン語話者によってスウェーデンの日（Svenska dagen）、Finnish Swedish heritage dayとして祝われている 。フィンランドと同様にエストニアもグスタフ・アドルフの治世時にはスウェーデンの一部だったため、この日は「グスタフ・アドルフの日」（Gustav Adolfi päev）として知られる。これらの三か国では11月6日をグスタフ・アドルフの聖名祝日とされ、スウェーデンではグスタヴス・アドルフォス（Gustavus Adolphus）、フィンランドではクスタ・アードルフ（Kustaa Aadolf）が聖人名になっている 。